# Daniel Pennac
Daniel Pennac (pseudonym för Daniel Pennacchioni) född i Casablanca, Marocko, den 1 december 1944, är en fransk författare och serieskapare.
Pennacs mest kända verk är möjligen La Saga malaussène, en serie om hittills sex romaner, publicerade 1985-1999. Den tredje boken i serien, La Petite marchande de prose, tilldelades Prix du Livre Inter.
Utöver Malanussène-serien har Pennacs skrivit ett flertal romaner, bilderböcker och barn- och ungdomsböcker, och har även tilldelats Marsh Award for Children's Literature in Translation, Prix Renaudot, och Grand Prix Metropolis bleu. År 2000 översattes hans essä "Comme un roman" till svenska, med titeln "Som en roman: Om lusten att läsa".
2000 publicerades hans första tecknade serie, La Débauche, illustrerad av Jacques Tardi. Ett decennium senare efterträdde han – tillsammans med Tonino Benacquista – Laurent Gerra som författare på serien Lucky Luke; 2010 utkom Lucky Luke möter Pinkerton (Lucky Luke contre Pinkerton), vilken sedermera har följts av ytterligare album.